# Niederleis
Niederleis osztrák község Alsó-Ausztria Mistelbachi járásában. 2021 januárjában 875 lakosa volt. 

## Elhelyezkedése

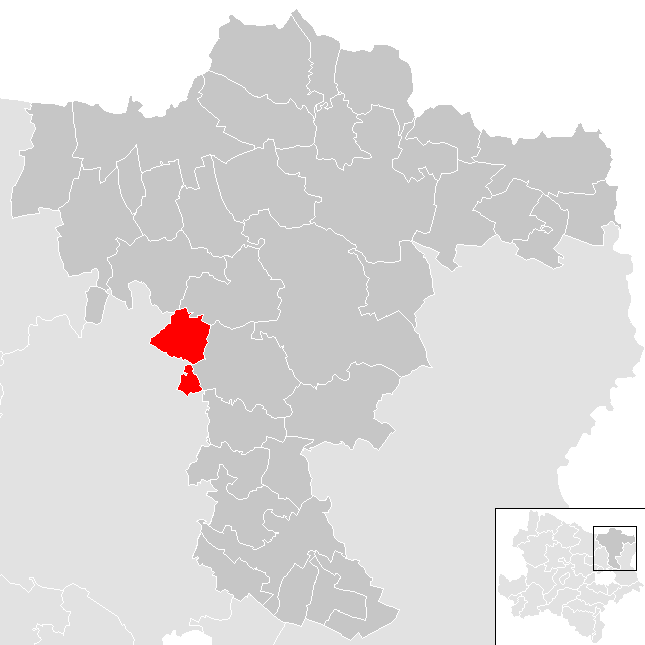
Niederleis a Mistelbachi járásban

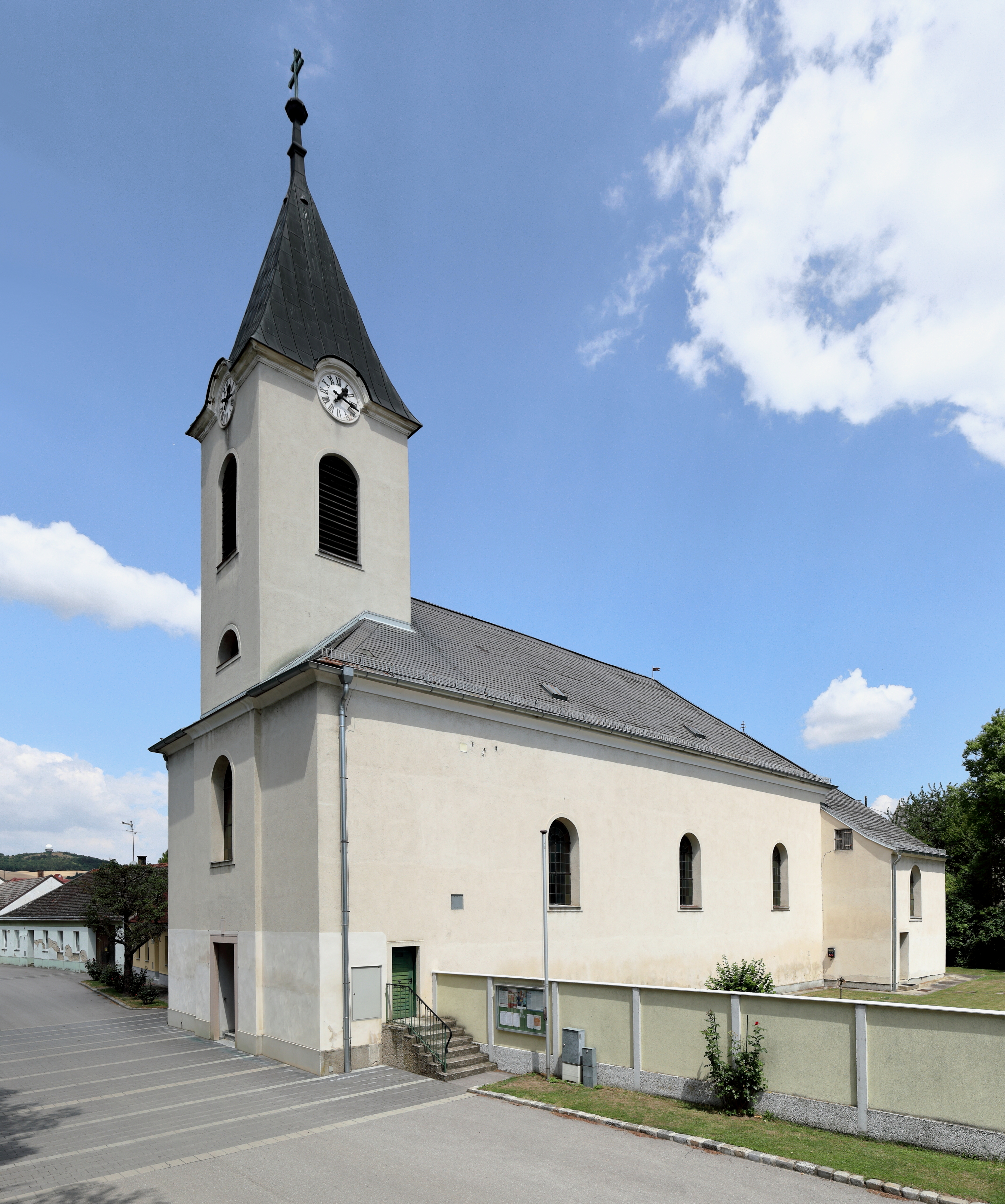
A Mária mennybevétele-plébániatemplom

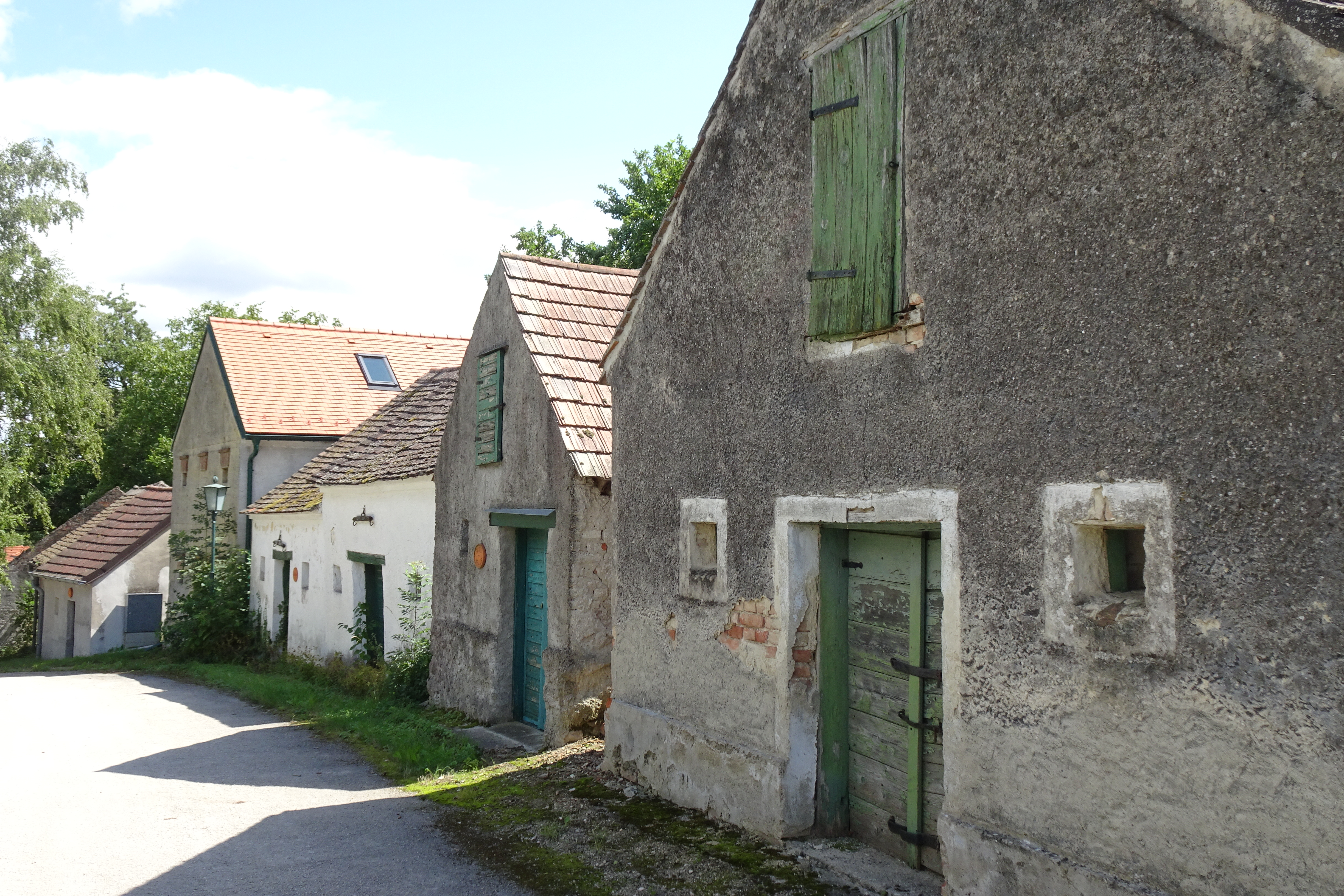
Niederleisi pincesor

Niederleis a tartomány Weinviertel régiójában fekszik a Leisi-hegység délkeleti peremén, a Niederleiser Bach patak mentén. Területének 13,7%-a erdő, 76,6% áll mezőgazdasági művelés alatt. Az önkormányzat 4 települést, illetve településrészt egyesít:  Helfens (68 lakos 2021-ben), Kleinsitzendorf (14), Niederleis (642) és Nodendorf (151).
A környező önkormányzatok: északra Gnadendorf, északkeletre Asparn an der Zaya, keletre Ladendorf, délre Großrußbach, nyugatra Ernstbrunn.

## Története
Niederleist Frankóniából érkező telepesek alapították a 11. században, de neve csak jóval később jelenik meg az írott forrásokban. Nodendorfot 1120/1130-ban, Helfenst 1150-ben, Kleinsitzendorfot 1380-ban említik először. 
Niederleis várát 1310-ben említik először. A Leis (Lizze) nemzetség már a Babenbergek idejém is szerepelt a forrásokban, de nem kizárt hogy ők a hasonló nevű, Scheibbs melletti falu urai voltak. A 15. század elején a Polheim, majd a Fritzendorf család szerezte meg a várat és a falut, majd a század végén Wolfgang von Ludmannsdorfhoz került. A 17. században a heiligenkreutzi kolostoré volt, ekkor nyerte el mai formáját. A 19. század végén a vár akkori tulajdonosa, Josef Wallis gróf itt helyezte el jelentős műgyűjteményét, amely ma is az épületben található. 
A második világháború végén, 1945. április 20-21-én Niederleis heves harcok színterévé vált, mely során 11 polgár életét vesztette, 37 épület leégett és 3 hidat felrobbantottak.

## Lakosság
A niederleisi önkormányzat területén 2021 januárjában 875 fő élt. A lakosságszám 1910-ben érte el a csúcspontját 1178 fővel, 1981-ig csökkenő tendenciát mutatott, ezt követően ismét gyarapodásnak indult. 2019-ben az ittlakók 96,2%-a volt osztrák állampolgár; a külföldiek közül 1,5% a régi (2004 előtti), 1,6% az új EU-tagállamokból érkezett. 2001-ben a lakosok 91,4%-a római katolikusnak, 2,1% evangélikusnak, 5,9% pedig felekezeten kívülinek vallotta magát. Ugyanekkor a lakosság 99,1%-a német anyanyelvű volt. 
A népesség változása:

| 2016 | 842 |
| 2018 | 861 |

## Látnivalók
- a niederleisi vár
- a Mária mennybevétele-plébániatemplom
- a helytörténeti múzeum
- a Leis-hegység natúrpark

## Fordítás
- Ez a szócikk részben vagy egészben  a   Niederleis című német Wikipédia-szócikk ezen változatának fordításán alapul.  Az eredeti cikk szerkesztőit annak laptörténete sorolja fel. Ez a jelzés csupán a megfogalmazás eredetét és a szerzői jogokat jelzi, nem szolgál a cikkben szereplő információk forrásmegjelöléseként.